# 南条時員
南条 時員（なんじょう ときかず）は、鎌倉時代中期の武士。

## 生涯
南条氏は伊豆国田方郡南条を名字の地とする武士で平氏を称したが、和邇部氏ともいわれる。建暦3年（1213年）1月、北条義時の椀飯献上の際に馬引き役を務めているのが『吾妻鏡』における初見である。このとき椀飯の儀に参じていることからも南条氏は当初は御家人だったが、時員の代には近郷の出身で関係性も深かったであろう北条氏に接近し、その被官（御内人）となっていったようである。
承久3年（1221年）の承久の乱では鎌倉を出陣する北条泰時に従う18騎の一人として名が見える。宇治川の戦いでは芝田兼義とともに川の瀬踏みを行い、戦闘が始まると北条時氏に従って渡河を敢行。戦勝後は西園寺公経家司の三善長衡と合流し、泰時の命で公経邸護衛のために長衡ととも入京した。貞応3年（1224年）の義時の急死に伴って鎌倉へ戻った泰時の側近の一人となり、伊賀氏事件が噂される中で泰時邸の警護を担当している。以後も椀飯に参じるなど御家人としての奉仕を続けつつ、嘉禎2年（1236年）に泰時が新邸を建てた際には隣地に屋敷を与えられるなど、御内人としての性格を強めている。またこの間に左衛門尉に任官している。『吾妻鏡』における時員の活動は嘉禎4年（1238年）を終見とし、翌年からは弟とみられる忠時が現れるが、建長元年（1249年）に出家した時員が京都への使者としてとなっていることが知られ、建治元年（1275年）までには死去している。